# Глебов, Николай Фёдорович
Николай Фёдорович Глебов (1837—1893) — протоиерей Русской православной церкви, педагог, редактор газеты «Рязанские епархиальные ведомости».

## Биография
Родился в 1837 году в семье причетника Рязанской губернии. Учился в Рязанской духовной семинарии, в Московской и Казанской духовных академиях. В 1858 году окончил Казанскую академию со степенью кандидата богословия и с 19 августа был назначен преподавателем математики и древних языков в Пензенской семинарии. 
По прошению, 28 июня 1860 года, он был переведён в Рязанскую семинарию на кафедру логики, психологии и латинского языка; в 1867 году был назначен учителем гомилетики и литургики и практического руководства для пастырей. С 3 сентября 1860 года по 3 августа 1862 года и с 1 мая 1864 года по 1 марта 1865 года Н. Ф. Глебов занимал должность помощника инспектора Рязанской семинарии. С 21 марта 1861 года был членом Рязанского епархиального статистического комитета. С 3 августа 1862 года исполнял должность секретаря семинарского правления, а 1 января 1863 года был утверждён в этой должности и занимал её до 1 ноября 1867 года; 30 августа 1864 года он был рукоположен во священника семинарской церкви, а 15 июня 1865 года перемещён к больничной Александро-Невской церкви. 
Одновременно, с 10 января 1864 года по 15 августа 1867 года был преподавателем словесности славянского и русского языков в Рязанской женской гимназии. 
С 17 апреля 1865 по 26 июня 1866 года состоял членом и секретарём комитета по улучшению быта духовно-учебных заведений Рязанской епархии; 17 февраля 1866 года назначен членом Рязанского цензурного комитета, с 19 августа 1866 до 1867 года был членом комитета об улучшении быта чиновников Рязанской духовной консистории. 
С 22 июня 1866 года по 1 сентября 1867 года состоял редактором «Рязанских епархиальных ведомостей». 
С 19 августа 1871 по 15 июня 1875 года состоял законоучителем в доме трудолюбия; кроме того, был делопроизводителем Рязанского комитета православного Миссионерского общества. 
15 июня 1875 года он был назначен смотрителем Касимовского духовного училища, а 23 июня того же года возведён в сан протоиерея Касимовского Вознесенского собора. Он состоял также председателем Касимовского отделения епархиального Училищного Совета (до 1891 года). 7 мая 1890 года уволен по собственному прошению от должности смотрителя. 
11 мая 1892 года был назначен Рязанским кафедральным протоиереем, членом Рязанской духовной консистории и редактором «Рязанских епархиальных ведомостей». 
Умер 23 сентября 1893 года и был погребён в рязанском Спасском монастыре. 
Был известен, как проповедник-импровизатор. Он составил учебник: «Психология»(Рязань, 1863) и напечатал статьи: «Об общем церковном пении учеников в духовно-учебных заведениях» («Православное обозрение», 1864) и «Из Касимова. Оправдание от нареканий в печати» («Церковно-общественный вестник», 1880 год, № 107).
Был награждён орденом Св. Анны 2-й степени (13.04.1886) и 3-й ст., а также орденом Св. Владимира 4-й степени (15.05.1891), а также набедренником (в июне 1865 года) и скуфьёй (в мае 1867 года).